# Сеница (футбольный клуб)
«Се́ница» (словац. Futbalový klub Senica) — словацкий футбольный клуб из одноимённого города. Основан в 1921 году.
Домашние матчи проводил на стадионе «Сеница», вмещающем 5070 зрителей. В сезоне 2008/09 клуб выступал в четвёртой лиге Словакии, но объединившись с клубом «Интер» из Братиславы, «Сеница» получила принадлежащую ему лицензию на выступление в высшей лиге. Высшим достижением клуба, является финал Кубка страны 2011/12, где Сеница уступила «Жилине» 2:3 в дополнительное время.
После окончания сезона 2021/22 «Сеница» была объявлена банкротом.

## Достижения
- Серебряный призёр чемпионата Словакии (2): 2011, 2013
- Финалист Кубка Словакии (2): 2012, 2015